# Robert Gwathmey
Robert Gwathmey (24 janvier 1903 - 21 septembre 1988) est un peintre réaliste social américain,,. Son épouse est la photographe Rosalie Gwathmey (15 septembre 1908 - 12 février 2001) et son fils est l'architecte Charles Gwathmey (19 juin 1938 - 3 août 2009).
Robert est le fils de Robert Gwathmey Sr. (1866-1902) et d'Eva Mortimer Harrison (1868-1941). Ses demi-sœurs sont Kathrine et Ida Carrington. Robert Sr. est tué au travail par une explosion et sa femme est tuée dans un accident de voiture.

## Éducation
Gwathmey fréquente le North Carolina State College à Raleigh, où il étudie le commerce de 1922 à 1923. Comme il ne pense pas que cette voie le mènera quelque part, il trouve un emploi sur un cargo et étudie ensuite un an au Maryland Institute of Design à Baltimore. Il complète ses études artistiques à l'Académie des Beaux-Arts de Pennsylvanie, à Philadelphie ; il y passe quatre ans.
En 1929 et 1930, Gwathmey est le lauréat de la bourse de voyage Cresson, qui lui permet d'étudier à l'étranger l'été. Il voyage à Paris, Madrid, Barcelone, Gênes, Pise, Florence, Venise, Vienne, Munich et Londres.

## Œuvre
Tout au long de ses études, Robert Gwathmey a été influencé par de nombreux artistes dont Pablo Picasso, Henri Matisse, Vincent van Gogh et Rufino Tamayo parmi les modernistes européens, le satiriste français Honoré Daumier, le peintre réaliste Jean-François Millet aux côtés de Daumier et Degas.
Gwathmey est connu pour simplifier ses compositions et utiliser l'abstraction symbolique pour créer ses messages. Son style se reconnaît à la couleur, aux formes et aux figures qu'il utilise dans ses œuvres.
Lorsqu'on lui a demandé s'il est un "artiste social", voici sa réponse : "Je suis un être social et je ne vois pas comment vous pouvez être un artiste et être séparé. . . . Les artistes ont des yeux. . . Vous rentrez chez vous. Vous voyez des choses qui sont presque oubliées. C'est toujours choquant. "

## Vie
Après avoir terminé ses études, Robert Gwathmey est professeur dans plusieurs universités : Temple University à Philadelphie (1930-1932), Beaver College à Glenside, PA (1930-1937), Carnegie Institute of Technology, Pittsburgh, PA (1939-1942), la Cooper Union School of Art, New York (1942-1968), la New School for Social Research, New York (1946-1949) et l'Université de Boston (1968-1969). Il est l'un des instructeurs des artistes Faith Ringgold et Alvin Carl Hollingsworth.
Il milite également pour plusieurs mouvements politiques, ce qui lui vaut d'être surveillé par le FBI pendant les vingt-sept dernières années de sa vie.